# Benthuijs
Het Benthuijs is een  villa aan de Eemnesserweg 91 in Baarn, tegenover de villa Rusthoek. Het huis is een beschermd rijksmonument en staat in het Wilhelminapark, dat onderdeel is van rijksbeschermd dorpsgezicht Prins Hendrikpark e.o. De villa met zijn bijgebouwen, is als complex een rijksmonument. Het geheel beslaat een oppervlakte van 21180 m² en bestaat uit een landhuis, oranjerie, koetshuis en portierswoning met tuin en park.

## Beschrijving
Het Benthuijs met 21 kamers heeft een woonoppervlakte van 750 m² en werd gebouwd op de grote ovale eng ten noorden van de dorpskern van Baarn, een stuwwal uit de ijstijd. Het bestaat uit een herenhuis, een koetshuis/koetsierswoning, een oranjerie en een dienstwoning. De villa is gebouwd in neoclassicistische stijl en heeft zuilen in die stijl, naar een ontwerp van de aannemer-architect Nicolaas Redeker Bisdom, hij was tevens de eerste bewoner. De gevels hebben speklagen en zijn op de hoeken voorzien van lisenen. De villa heeft ook neorenaissancistische details. Als een van de weinige huizen in Baarn heeft het buitenhuis een souterrain. In het souterrain waren vroeger de mangelkamer, brandstofkelder en provisiekamer ondergebracht. De villa heette oorspronkelijk Vooreng maar kreeg in 1921 haar huidige naam die staat aangegeven op de hekpijlers van de twee oprijlanen. Deze hekpijlers zijn tevens apart een rijksmonument.
De entree is bereikbaar via de bordestrap en het terras. Boven de voordeur is op Dorische zuilen een balkon aangebracht. De gang loopt over de volle breedte van het huis met in het midden het trappenhuis. Hieraan grenzen de herenkamer en de salon plus de huidige keuken en de bijkeuken. Aan de voorzijde bevinden zich nog twee vertrekken.
Het rijk gedecoreerde huis heeft glas-in-loodramen en geëtste ramen en grote marmeren vloertegels. Het heeft porseleinen wasbakken en smeedijzeren gordijnrails. Ook de hoge plafonds en lambriseringen en het trappenhuis zijn rijkelijk versierd.   
Aan de zuidoostzijde van het terrein lag een schietbaan. Daarnaast is een heuveltje dat overgebleven is van het oorspronkelijke uitzichtspunt. Hierop stond ooit een theekoepeltje. Achter het pand was een verdiept aangelegde rozentuin met in het midden een vijver. De vroegere, stervormig aangelegde paden zijn inmiddels verdwenen en vervangen door een grasveld.

### Bijgebouwen
De Italiaans aandoende oranjerie is tegelijk met de villa gebouwd en is ook een rijksmonument. Het gebouw is gericht is op de achtertuin en heeft drie boogvormige glasdeuren die gericht zijn naar de Eemnesserweg. Het is in 1991 aangepast om bewoning mogelijk te maken, tevens heeft het een eigen huisnummer 89 A gekregen.
Naast de woning staat aan de westelijke oprijlaan, een voormalige dienstwoning, die nu huisnummer 95 heeft.
Het koetshuis annex koetsierswoning heeft huisnummer 93. Het heeft na een verbouwing aan de noordkant een uitbouw gekregen. Ook kwam er een extra woonlaag op. Bij die verbouwing kregen ook de paardenstallen en het koetshuis een woonfunctie.

## Geschiedenis
De eerste steen werd gelegd op 10 september 1881 door Anne en Karel Redeker Bisdom. Het huis heette toen Huize Voor-Eng. In 1889 verkocht Nicolaas Redeker Bisdom de buitenplaats. In 1890 liet de nieuwe eigenaar, E. Bunge, een watertoren op de buitenplaats plaatsen. In 1921 is de naam gewijzigd in Benthuys nadat het in de handen kwam van de familie Van Heerdt. De villa is steeds particulier bewoond geweest, waaronder dus door van Heerdt. Van 2005 tot 2009 werd onder andere de buurman F. Dorland eigenaar van de buitenplaats. Begin 2022 is het huis verkocht en wordt het intern grondig opgeknapt.

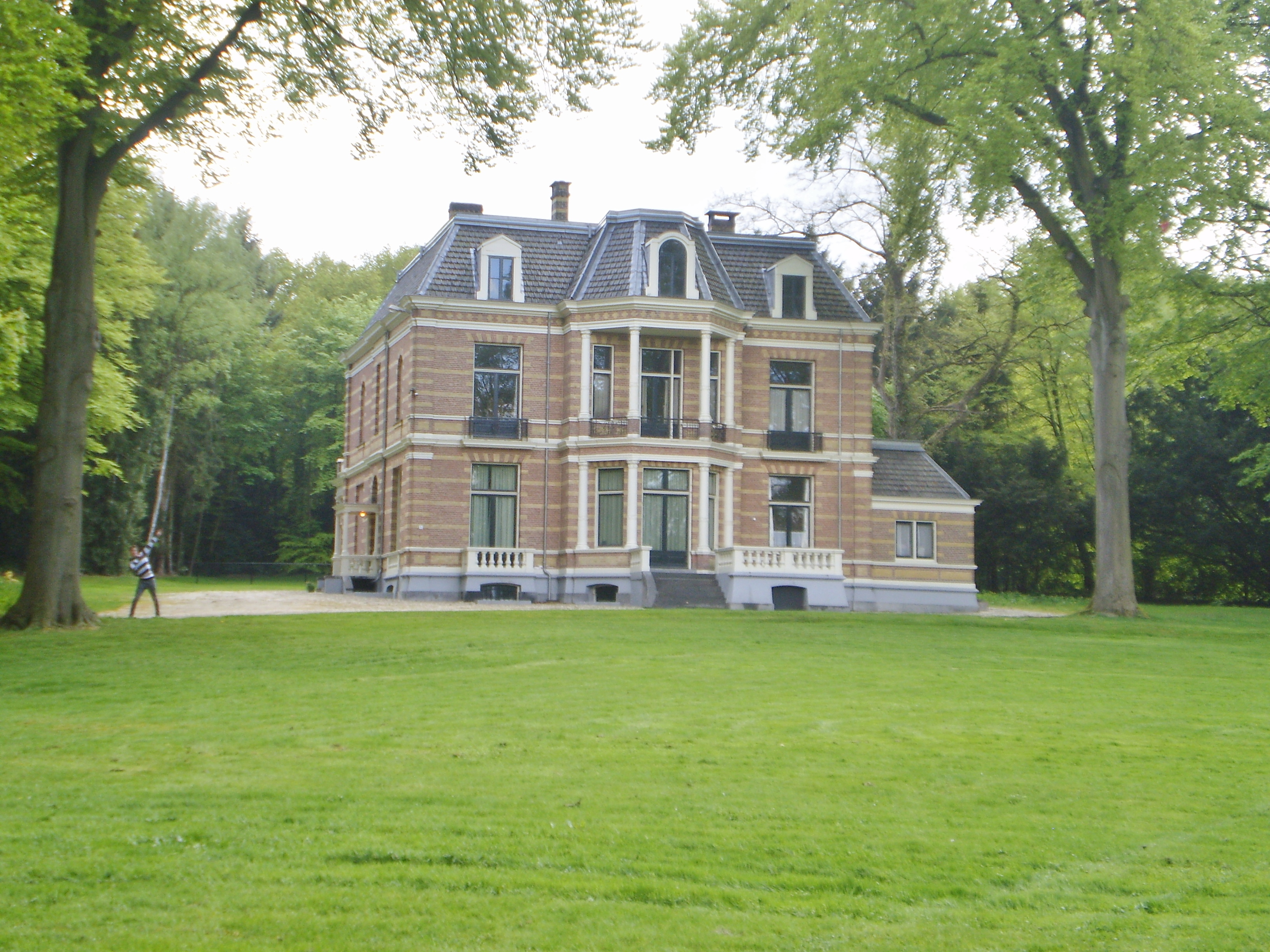
Villa ´t Benthuijs
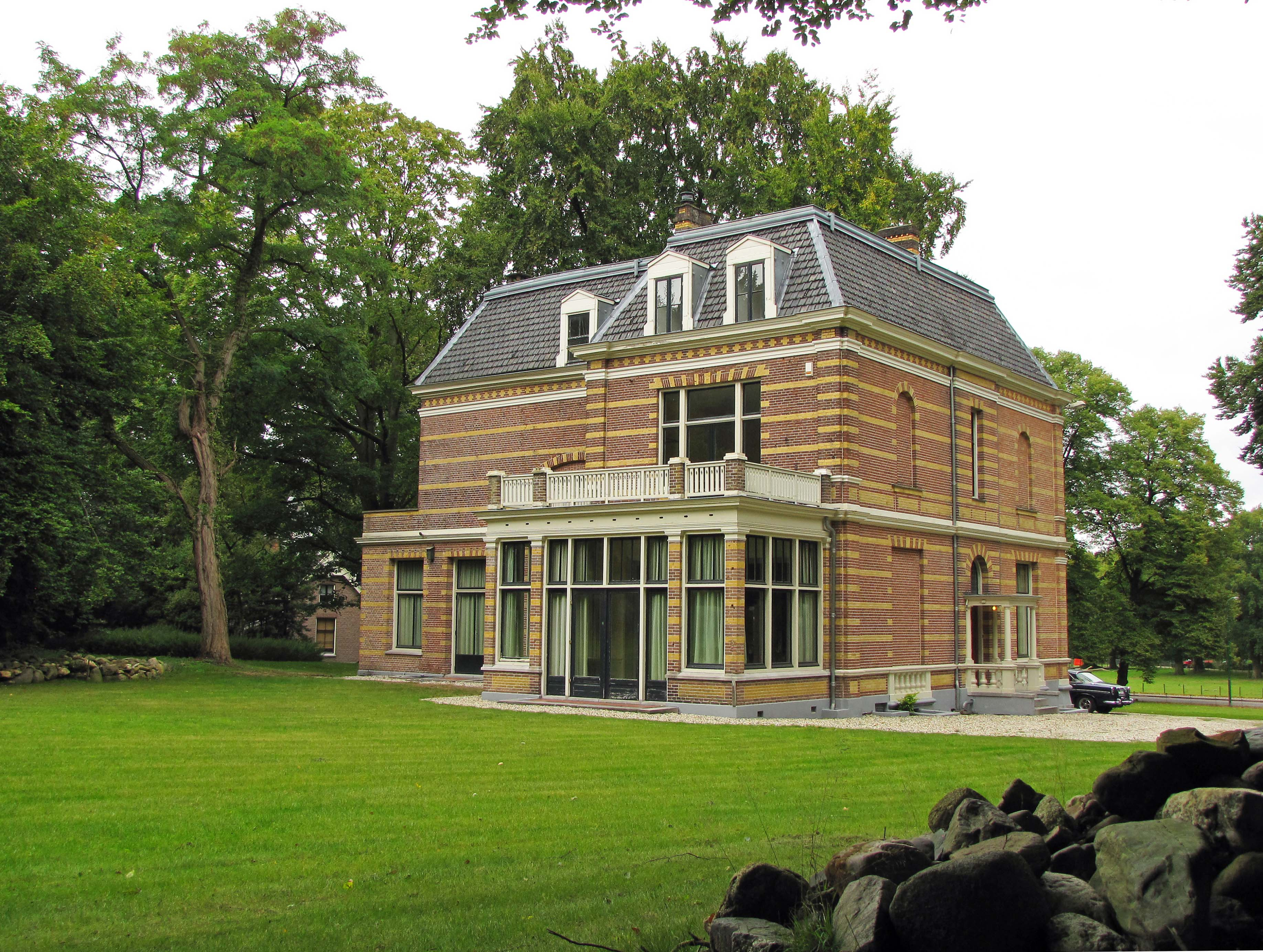
Achterkant
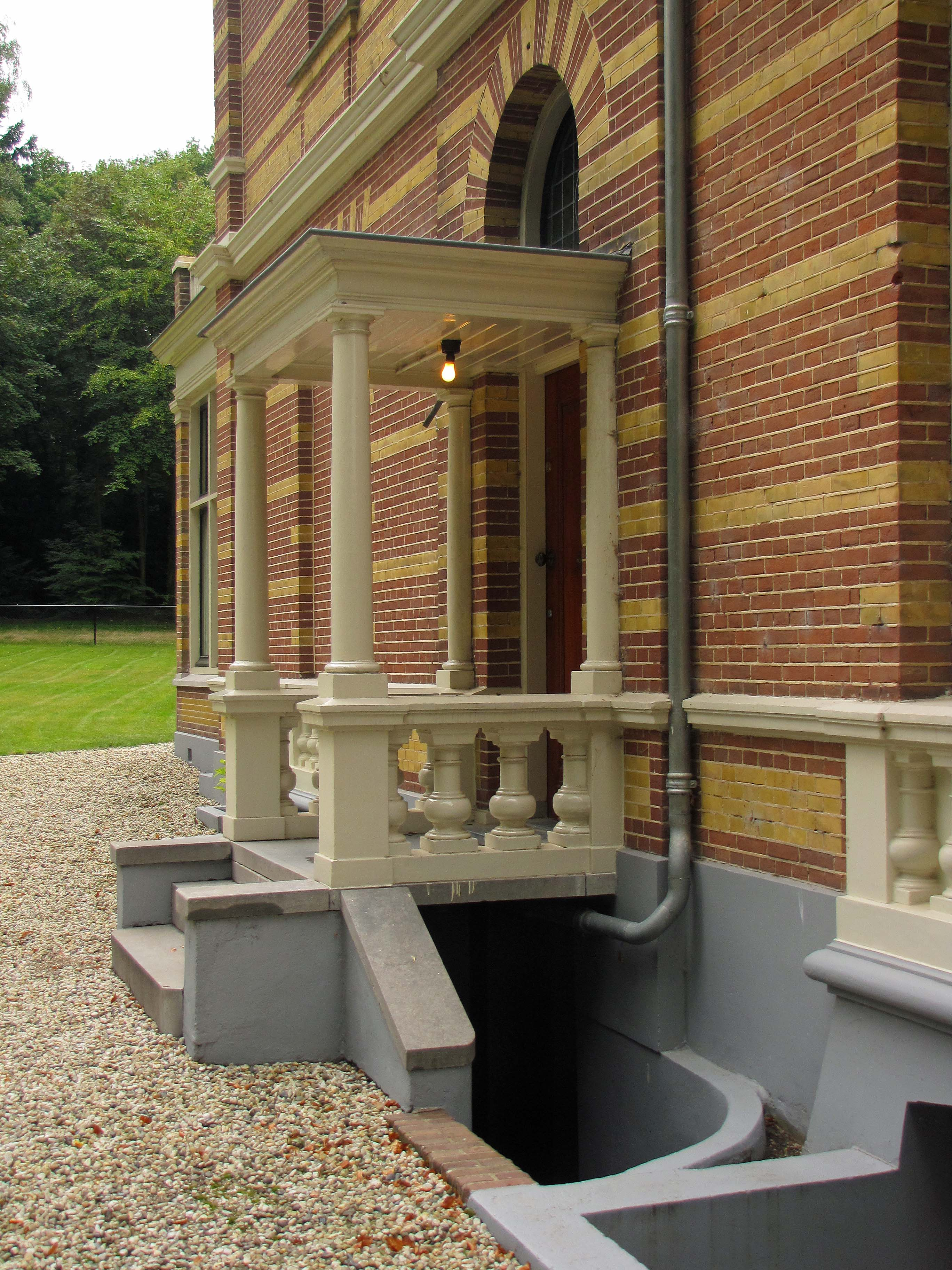
Entree
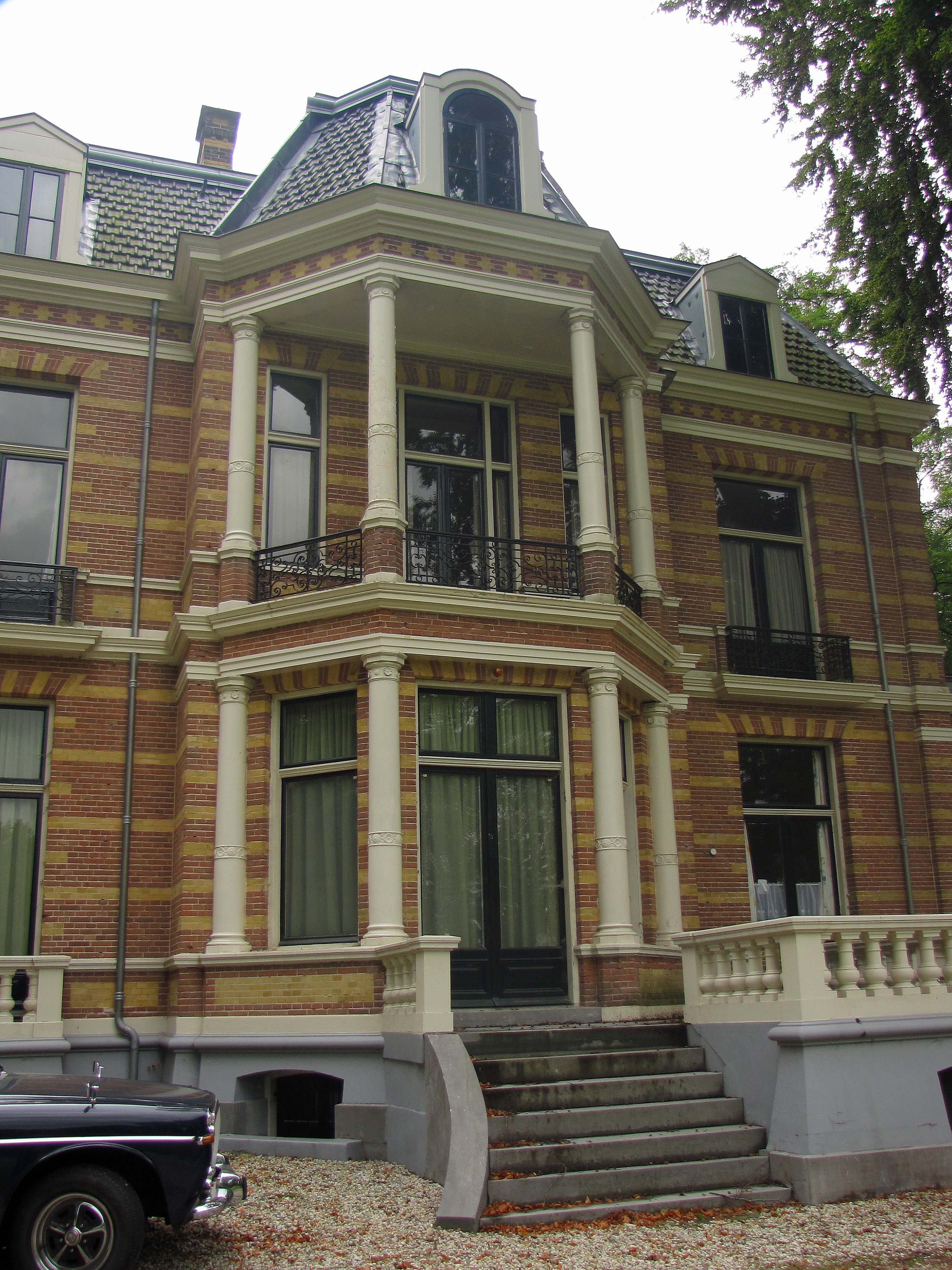
Voorkant
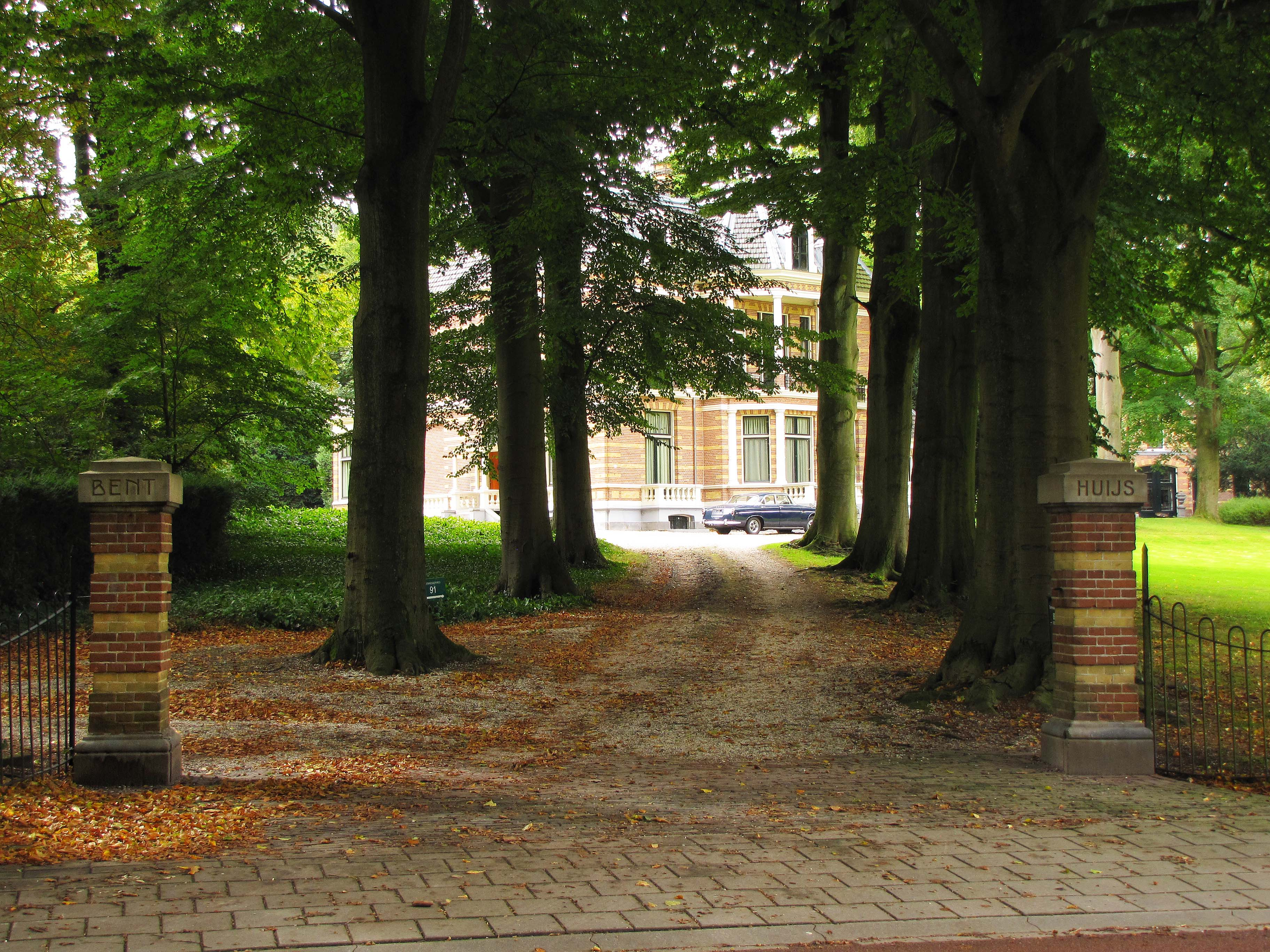
Oostelijke oprijlaan
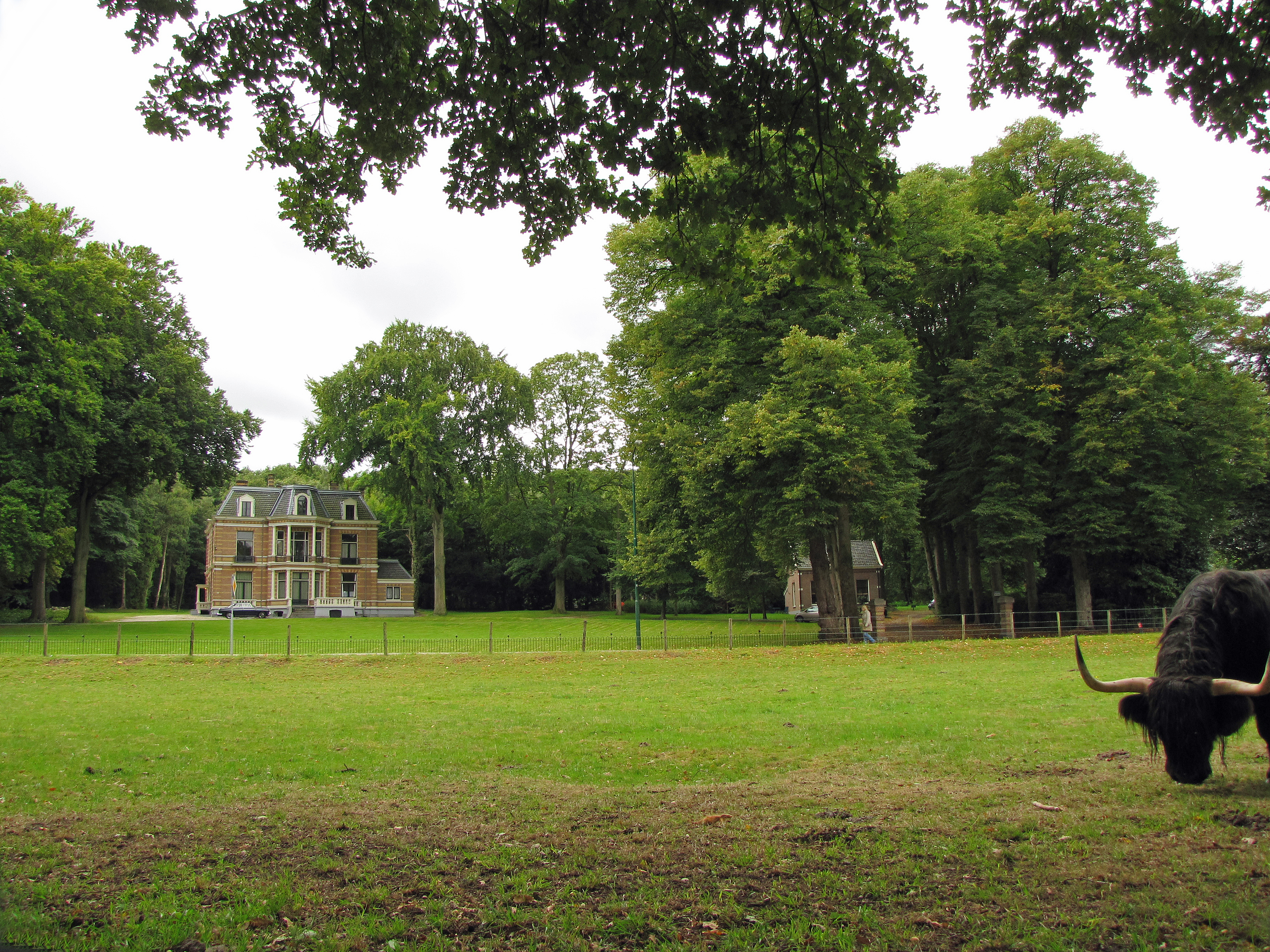
Voorkant met park
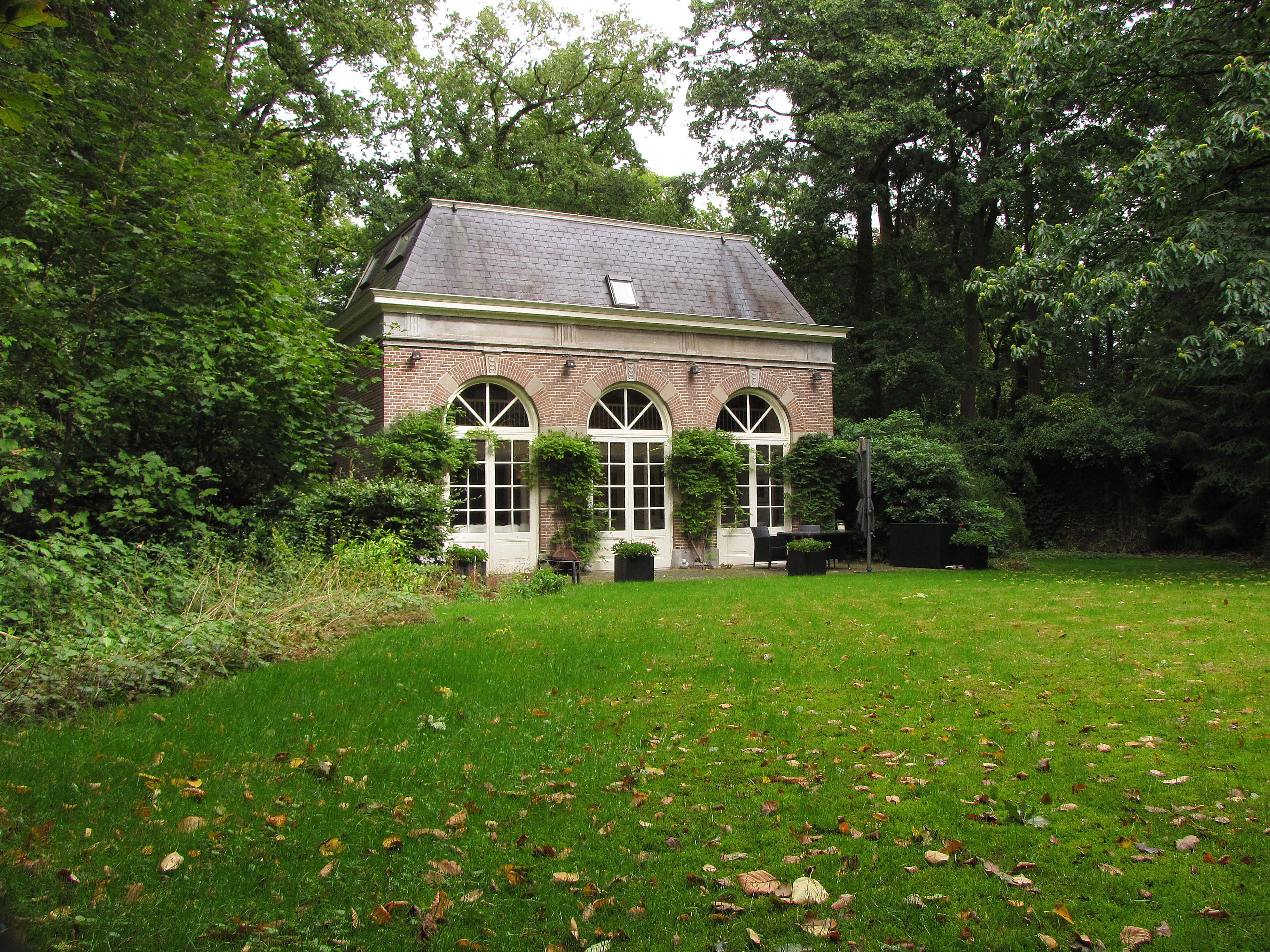
Oranjerie